# Tinieblas de la Sierra
Tinieblas de la Sierra község Spanyolországban, Burgos tartományban. Tinieblas de la Sierra Villamiel de la Sierra, Ibeas de Juarros, Pineda de la Sierra, San Millán de Lara, Villaespasa és Villoruebo községekkel határos. Lakosainak száma 23 fő (2024).

## Népesség
A település népessége az utóbbi években az alábbiak szerint változott:
| Lakosok száma | 48   | 46   | 42   | 43   | 40   | 39   | 38   | 36   | 28   | 23   |
|               | 2001 | 2004 | 2006 | 2009 | 2011 | 2014 | 2016 | 2019 | 2021 | 2024 |